# Шан ди Бу
Шан ди Бу (фр. Champ-du-Boult) је насељено место у Француској у региону Доња Нормандија, у департману Калвадос.
По подацима из 2011. године у општини је живело 388 становника, а густина насељености је износила 28,01 становника/km².

## Демографија
| 1962. | 1968. | 1975. | 1982. | 1990. | 2011. |
| ----- | ----- | ----- | ----- | ----- | ----- |
| 663   | 636   | 503   | 503   | 432   | 388   |